# Kamøyvær
Kamøyvær är ett fiskeläge i Nordkapps kommun i Finnmark fylke i norra Norge. Orten ligger vid änden av fylkesväg 8048, vid Kamøyfjorden, på den östra sidan av ön Magerøya.